# Општина Темерин
Општина Темерин је општина у Републици Србији. Налази се у АП Војводина и спада у Јужнобачки округ. По подацима из 2004. општина заузима површину од 170 km² (од чега на пољопривредну површину отпада 15.657 ha, а на шумску 1,61 ha).
Седиште општине је  Темерин. Општина Темерин се састоји од 3 насеља и 4 месне заједнице. Према подацима са последњег пописа 2022. године у општини је живело 25.780 становника (према попису из 2011. било је 28.287 становника).	 У општини се налазе 4 основне и 1 средња школа.
Општина се састоји из три места: 
- Темерин
- Сириг и
- Бачки Јарак

## Природне одлике
Територија општине Темерин се налази у југоисточном делу Бачке. Са источне стране се граничи са општином Жабаљ, са севера са општином Србобран, општином Врбас на западу и градом Новим Садом на југу.
Највећи значај за развој Темерина има близина најразвијенијег центра у Војводини – Новог Сада. Територија општине Темерин покрива површину од око 170 km² и има облик неправилног трапеза, пружајући се у смеру северозапад-југоисток. Дужа основица, која покрива правац Сириг-Темерин је дуга 14 km, а краћа основица у правцу Бачки Јарак-Темерин је дугачка 11 km. Границе општине су вештачке линије, већином праволинијске. Једина природна граница је она на североисточној страни која прати ток реке Јегричка. На југоисточној страни граница је повучена насипом звани Римски шанац II.
У односу на рељеф Војводине, цела територија општине Темерин се налази на јужном делу Бачке лесне заравни. Она оставља утисак скоро сасвим равне површине. Река Јегричка тече кроз северни део општине са неколико мањих канала-притока. Утврђено је присуство термоминералних вода. Састав тла је врло уједначен и плодност је природно висока. Различити типови чернозема доминирају површином општине. Дуж обале реке су мочварне врсте земљишта и слатине.
Општина Темерин има три насеља: Темерин, Бачки Јарак и Сириг, а територија је подељена у четири катастра: Темерин, Бачки Јарак, Сириг и Камендин. Географски положај општине Темерин је врло повољан. У меридијанском правцу је секу три важна пута. Најважнији је међународни пут Е-75 који води од Новог Сада до Суботице и даље ка Мађарској. Део пута Нови Сад-Србобран, који сече западни део општине Темерин, је пуштен у употребу 1984. Други важни пут је пут М-22 (однедавно међународни пут Е-5), који има скоро исти правац. М-22 води мало источније од пута Е-75 и пролази кроз Сириг. Трећи пут је регионалног значаја (Р120) и иде кроз Нови Сад, Бачки Јарак и Темерин и води ка Бечеју, Сенти и Кањижу. У Сиригу и Темерину, сва три пута пресеца регионалну пут Р-104 који иде у правцу Оџаци-Змајево-Сириг-Темерин-Жабаљ. Од одавде главни пут води преко Тисе у Зрењанин и друге градове у Банату. Кроз југоисточни део општине и два њена насеља иде железничка пруга од Новог Сада ка Жабљу, Бечеју и Сенти.

### Рељеф
Територија општине Темерин је равна површина са скоро занемарљивим разликама у висини. Цела површина општине Темерин се налази на источном делу Бачке лесне заравни. Надморска висина варира од 81 до 83 метара. Монотоност Бачке равнице нарушавају само усамљени брежуљци и корита малих речних токова.

### Клима
Пошто је део Панонске низије, општина Темерин има њене климатске особине. Панонска низија је доста удаљена од Јадранског и Средоземног мора на југу и Атлантског океана на западу. Ове удаљености су још веће због Динарских и Алпских планинских венаца који спречавају да влажне ваздушне струје дођу од мора и океана. Ваздушне струје и промене времена током године су изазване због неједнаког загревања Земљине површине и различитог атмосферског притиска изнад Јадрана, Медитерана, Атлантика и широког евро-азијског копна. Водене површине изазивају пробој влажних ваздушних маса у Панонску низију, а копнене масе са севера и истока утицај сувог, врло хладне ваздушне струје током зиме и врло топлих ваздушних струја током лета. Под утицајем свих ових услова, Панонска низија има најконтиненталнију климу у Србији.

### Реке
Нема више природних водених токова на територији општине Темерин, сви су претворени у канале и укључени у хидросистем Дунав—Тиса—Дунав тако да се могу користити за одводњавање и за пољопривредне сврхе.
Јегричка је највећи водени ток у јужном делу Бачке лесне заравни и подручју општине Темерин. Јегричка је дуга 64,5 km и улива се у Тису са десне стране. Речни ток се формирао током холоцена, најмлађег периода историје Земље. У том периоду, земља у јужном делу Бачке се спустила, створивши линију коју је касније наследио речни ток.
Јегричка се ствара од вода из неколико бара из околине Деспотова, Силбаша, Парага, Раткова и Пивнице. Река улази у територију Темерина са западне стране, из општине Врбас. Део Јегричке који пролази кроз општину Темерин је дуг 18 km, што је 28% укупне дужине. Река протиче око један километар северно од Сирига и око 2 km северно од Темерина. На месту где она сече пут Темерин-Бечеј је постала граница општина.

### Термоминерални извори
Термоминералне воде су утврђене у Темерину још 1914. године када је почело и њихово коришћење. Тада је у југоисточном делу насеља избушен бунар дубине 417 m. Овај бунар просеца квартарне и палудинске седименте и даје воду температуре 27 целзијусових степени. Количина воде је износила 397 литара у минути, а касније је нешто смањена. Будући да су ове воде присутне и на дубини 200-1.000 метара у центру Темерина, Нафтагас из Новог Сада је у току 1968. године израдио истражну бушотину дубоку 2.004,5 метара.
Хемијску анализу је 1979. године извршио Институт за физику Универзитета у Новом Саду и утврдио слабо-алкалну реакцију (рН- 7,8), укупну минерализацију 2,669 грама по литру, карактеристични јони су натријум (0,708), хидрокарбонат (1,512) и хлор (0,337). Од лековитих састојака утврђено је присуство јода, брома, флуора, литијума и стронцијума.
Анализе су утврдиле и садржај угљендиоксида у води. Присутан је био и метан који се након издвајања користио за загревање воде и просторија.
Овај термоминерални извор користи се и данас у савременом кадском купатилу. Сличан састав и минерализацију има и бушотина крај олимпијског базена и спортске хале чија вода се користи за топли отворени термоминерални базен (температура око 37 целзијусових степени), са дубине од 690 метара. Ове базене користе и грађани Новог Сада, Жабља, Кисача, Петровца и свих околних насеља.

## Фабрика воде
Фабрика воде у Темерину представља кључни инфраструктурни пројекат намењен решавању дугогодишњег проблема неисправне пијаће воде у општини Темерин. Становници ове општине већ две деценије немају приступ здравствено исправној води за пиће због присуства штетних материја попут арсена и амонијака у постојећим изворима.
Покрајинска влада Војводине је, преко Управе за капитална улагања, издвојила 1,6 милијарди динара за изградњу постројења за пречишћавање бунарске воде на изворишту „Старо Ђурђево“. Уговор о изградњи потписан је 5. децембра 2023. године између председника Општине Темерин, Младена Зеца, и заменика директора фирме ГАТ, Милоша Орбовића, која је изабрана за извођача радова.
Свечано полагање камена темељца обављено је 22. фебруара 2024. године, чиме је званично започета изградња фабрике. Предвиђено је да радови трају 720 календарских дана, што значи да се завршетак очекује до фебруара 2026. године.
Нова фабрика ће имати капацитет од 130 литара у секунди, што је значајно повећање у односу на досадашњих 35 литара у секунди. Овај капацитет ће бити довољан да задовољи потребе за пијаћом водом око 45.000 становника општине Темерин, чиме ће се обезбедити дугорочно и квалитетно водоснабдевање, као и подстицај за даљи привредни развој региона.

## Политика
2016. година
На Локалним изборима 2016. године, највише одборника је добила Српска напредна странка (17), затим СВМ– ДСВМ (5), Српска радикална странка (4), Социјалистичка партија Србије (3) и ГГ заједно за наш Темерин (3), Странка Руса Србије (1).
2020. година
На локалним изборима 2020. године, највише одборника добила је Српска напредна странка (19), затим Савез војвођанских Мађара (6), Покрет обнове Краљевине Србије (4), коалиција СПС-ЈС (3) и Српска радикална странка (1).
Председник општине Темерин након избора спроведених 2020. године постао је Младен Зец из СНС-а, док је председник Скупштине општине  Темерин Роберт Пастор из СВМ-а.
2024. година
На локалним изборима 2024. године, највише одборника добила је Српска напредна странка (СПС,СРС, ПС) (21), затим Уједињена опозиција за Темерин (ДС,НЛС,НДСС,ПОКС) (6), Савез војвођанских Мађара (5) и коалиција СНАГА (1). Досадашњи председник општине Младен Зец поново је реизабран на ту функцију као и досадашњи председник Скупштине општине Темерин Роберт Пастор.

## Становништво
Општина Темерин је вишенационална заједница са 16 народности и око 25.780 становника. Тренд раста становништва подручја Темерина је врло специфичан. Током последњих пар векова, број становника се повећао за 72%.
Сеобе су у великом делу утицале на структуру становништва Темерина. 1800. Срби су са 1.610 становника и 210 породица напустили село и основали ново око 20 km источно од Темерина. Данас се оно зове Ђурђево и налази се поред Жабља. То је оставило Темерин без Срба све до 1920. Те године су добровољци основали ново насеље звано Старо Ђурђево, које је сада месна заједница општине Темерин. 1991. је имало 3.718 становника, а данас више од 4.000 људи живи тамо.
Бачки Јарак, до 1944. насељен већином Немцима, је током 1946—47 насељен колонистима, већином из Босне и Херцеговине. Досељено је 2.276 становника, да би као најближе насеље Новом Саду брзо повећао број становника који данас достиже 6.000 (1991).
Сириг је такође досељенички јер у њему досељено становништво (до 1961) чини 63,0%.
Сириг је такође колонизован, у овом месту 63% становника су колонисти. Током шездесетих и седамдесетих, неколико стотина породица из села Врбљани (општина Кључ), Босна и Херцеговина) се доселило у Старо Ђурђево. Разлог за то је била економска ситуација.
Сам Темерин је једно од места где су староседеоци апсолутна већина. Према подацима из 1961, 9.447 становника је било у овој категорији, а само су трећина (3.258) били досељеници. Према попису из 1991, Темерин има 8.174 домаћинства; 3.059 од тог броја су пољопривредна домаћинства са 8.595 соба. Старо Ђурђево (3.718 становника) је чак премашило Сириг (2.546 становника). Коначно, грађански рат на територији бивше СФРЈ је довео до значајних промена у националној структури општине. Темерин је био последња станица за 9.650 избеглица, 4.950 још увек живи тамо код својих рођака и пријатеља, а постоји и 4 организована прихватилишта за избеглице. Ове промене су довеле број становника до 30.000 1999. године.

### Попис 2002.
Национална структура општине Темерин према попису из 2002. је:
- Срби = 18.155 (64,2%)
- Мађари = 8.341 (29,49%)
- Југословени = 407 (1,44%)

Сва три насеља у општини имају већинско српско становништво.

### Попис 2011.
| Етнички састав према попису из 2011.‍ | Етнички састав према попису из 2011.‍ | Етнички састав према попису из 2011.‍ | Етнички састав према попису из 2011.‍ | Етнички састав према попису из 2011.‍ |
| ------------------------------------ | ------------------------------------ | ------------------------------------ | ------------------------------------ | ------------------------------------ |
|                                      |                                      |                                      |                                      |                                      |
| Срби                                 | Срби                                 |                                      | 19.112                               | 67,56%                               |
| Мађари                               | Мађари                               |                                      | 7.460                                | 26,37%                               |
| остали                               | остали                               |                                      | 1.051                                | 3,71%                                |
| неизјашњени                          | неизјашњени                          |                                      | 664                                  | 2,35%                                |
| укупно: 28.287                       |                                      |                                      |                                      |                                      |